# Клікітат (округ, Вашингтон)
Шаблон:StateAbbr_ 45°52′ пн. ш. 120°47′ зх. д. / 45.87° пн. ш. 120.79° зх. д.
Округ  Клікітат (англ. Klickitat County) — округ (графство) у штаті Вашингтон, США. Ідентифікатор округу 53039.

## Історія
Округ утворений 1859 року.

## Демографія
За даними перепису 2000 року загальне населення округу становило 19161 осіб, зокрема міського населення було 7943, а сільського — 11218. Серед мешканців округу чоловіків було 9555, а жінок — 9606. В окрузі було 7473 домогосподарства, 5305 родин, які мешкали в 8633 будинках. Середній розмір родини становив 2,99.
Віковий розподіл населення поданий у таблиці:
| Стать    | До 15 років | 15-21 | 22-29 | 30-39 | 40-49 | 50-65 | 65-85 | Понад 85 |
| -------- | ----------- | ----- | ----- | ----- | ----- | ----- | ----- | -------- |
| Чоловіки | 2091        | 930   | 703   | 1161  | 1595  | 1841  | 1112  | 122      |
| Жінки    | 2109        | 800   | 730   | 1205  | 1633  | 1719  | 1204  | 206      |

## Суміжні округи
- Якіма — північ
- Бентон — північний схід
- Марроу, Орегон — південний схід
- Ґільям, Орегон — південний схід
- Шерман, Орегон — південь
- Гуд-Рівер, Орегон — південний захід
- Васко, Орегон — південний захід
- Скамейнія — захід

## Виноски
1. ↑  U.S. Decennial Census. United States Census Bureau. Архів оригіналу за 26 квітня 2015. Процитовано 7 січня 2014.
2. ↑  Historical Census Browser. University of Virginia Library. Архів оригіналу за 11 серпня 2012. Процитовано 7 січня 2014.
3. ↑  Population of Counties by Decennial Census: 1900 to 1990. United States Census Bureau. Архів оригіналу за 2 лютого 2019. Процитовано 7 січня 2014.
4. ↑  Census 2000 PHC-T-4. Ranking Tables for Counties: 1990 and 2000 (PDF). United States Census Bureau. Архів оригіналу (PDF) за 18 грудня 2014. Процитовано 7 січня 2014.
5. ↑  State & County QuickFacts. United States Census Bureau. Архів оригіналу за 7 червня 2011. Процитовано 7 січня 2014.(англ.) Наведено за англійською вікіпедією.
6. ↑  American FactFinder. Бюро перепису населення США. Архів оригіналу за 29 липня 2011. Процитовано 31 січня 2008.

| США | Це незавершена стаття з географії США. Ви можете допомогти проєкту, виправивши або дописавши її. |